# 고란 라다코비치
고란 라다코비치(세르비아어: Горан Радаковић, Goran Radaković, 1964년 7월 11일~)는 세르비아의 배우이다.
베오그라드에서 태어났다.

## 영화
- 레모네이드 (2018년) - 변호사 역
- 벨기에인들의 왕 (2016년)
- 베니스에서 만나요 (2015년)
- 베오그라드의 유령 (2009년)
- 히어 앤 데어 (2009년)
- 종이 왕자 (2008년)
- 슈퍼마켓의 야고다 (2003년)